# 切斯特座堂
切斯特座堂（英語：Chester Cathedral）是英國的一座教堂，位於英格蘭切斯特，也是聖公會切斯特教區的座堂。切斯特大教堂是一座一級登錄建築，在羅馬帝國時期曾經是一座重要的堡壘，而在羅馬時代的晚期，這裡可能已經有一座教堂。在21世紀初，教堂進行了大規模翻新和維護。

## 外部連結
维基共享资源上的相關多媒體資源：切斯特座堂
- Chester Cathedral & its Historic Links with New York
- A tour of Chester Cathedral （页面存档备份，存于）